# Военное сотрудничество Беларуси и Венесуэлы
Военное сотрудничество Белоруссии и Венесуэлы — деятельность в области двухсторонних отношений Республики Беларусь и Боливарианской Республики Венесуэла, связаная с участием двух государств и их вооружённых сил в совместной военной деятельности, направленной на достижение общих военно-политических целей. Одной из составных частей здесь является военно-техническое сотрудничество, которое подразумевает торговлю продукцией военного назначения, а также её разработку и производство.
Работа в данной области у двух стран наиболее активной была в 2008—2013 годах, после чего практически прекратилась.

## Предыстория
Соглашение об установлении двусторонних отношений Белоруссия и Венесуэла подписали ещё в 1997 году. Тем не менее долгое время друг для друга страны практически не играли никакой роли. В 1999 году к власти в последней приходит Уго Чавес, известный своей антиамериканской политикой, имея натянутые отношения с США и ЕС, власти которых обвиняли его в нарушении прав человека, а он их — в агрессивной империалистической политике. В то же время новый лидер страны ориентировался на Россию и Китай. Всё это во многом сближало нового главу государства с президентом Белоруссии Александром Лукашенко. Кроме того, имелся и немаловажный экономический интерес. Многие корпорации и государства хотели бы видеть развивающиюся Венесуэлу своим сырьевым придатком. В свою очередь более развитая в социально-экономической плане Белоруссия не имеет природных ресурсов и таким образом зависима в сырьевом отношении от других. То есть появлялся интерес в обмене ресурсов на поддержку в развитии, что при том было бы равным сотрудничеством без доминирования той или иной стороны.
С приходом Чавеса к власти началось постепенное сближение двух государств. Резкая активизация двусторонних отношений произошла в 2006—2008 годах.

## Создание системы ПВО—РЭБ
В 2007 году Вооружённые силы Венесуэлы запросили услуги белорусских военных специалистов. Как позднее вспоминал Лукашенко, венесуэльцы нуждались в помощи по реорганизации армии. Они закупили разные системы противовоздушной обороны, самолёты и прочее вооружение, но не имели хорошей военной школы для пользования всем этим. Тогдашний заместитель начальника Генерального штаба Вооружённых Сил Пётр Тихоновский отметил, что в Венесуэле отсутствовала единая система ПВО, имелись лишь раздельные подразделения.
Указами президента Белоруссии от 5 декабря №618 и 686 генерал-лейтенант и будущий посол страны в Боливарианской республике Олег Паферов стал уполномоченным по ведению переговоров по проекту соглашений о сотрудничестве в интересах создания единой системы ПВО и системы радиоэлектронной борьбы, а также о пребывании на венесуэльской территории белорусских военных. 8 декабря в рамках визита А. Лукашенко в Каракас по этому вопросу были подписаны два договора.
Первым соглашением предусматривалось, что Минск окажет Венесуэле помощь и содействие в создании единой системы ПВО и РЭБ на основании научного проекта. Стороны договорились о том, что организации Венесуэлы заключат контракты с организациями республики и других государств на закупку товаров, работ и услуг в соответствии с планами создания двух систем. Вторым соглашением определялись условия, регламентирующие въезд и пребывание военных советников и специалистов, главного военного советника Беларуси и его аппарата на территории Венесуэлы в процессе осуществления работ по созданию систем ПВО и РЭБ. Иностранцы обязались соблюдать законодательство страны и не участвовать в боевых действиях. Оба документы были ратифицированы Палатой представителей Национального собрания Белоруссии в закрытом режиме 9 апреля 2008 года, а одобрены Советом Республики 16 апреля.
В том же году десять военных специалистов без учёта членов семей прибыли в Венесуэлу (позже их численность возросла). Руководство группы осуществлял генерал Паферов. Задачей иностранных советников было создать новую систему обороны, вмонтировать в неё имеющиеся вооружение и докупить необходимое новое, при этом всё разъяснить для венесуэльских коллег. После смерти Чавеса в 2013 году отношения двух стран ослабли, и миссию белорусских специалистов свернули. Однако в Венесуэле удалось добиться успешного обновления и систематизации ПВО—РЭБ, при чём не за шесть лет, как планировалось, а за пять.

## Совместные мероприятия
В 2006 году во время встречи председателя постоянной комиссии Совета Республики по международным делам и национальной безопасности Николая Чергинца с депутатами Национальной ассамблеи Венесуэлы появилась идея об проведении совместных мероприятий силовых структур. Подобная инициатива была поддержана государственным секретарём Совета Безопасности Беларуси Виктором Шейманом.
С 28 марта по 18 апреля 2008 года 16 сотрудников группы «Альфа» Комитета госбезопасности, СОБРа внутренних войск, службы безопасности президента и спортивного общества «Динамо», в дополнение к имевшимся специалистам ПВО-РЭБ, находились в экспедиции в рамках укрепления сотрудничества силовых структур двух стран. Она включала в себя семинары, на которых спецназовцы обменивались опытом по борьбе с терроризмом, а также курс выживания белорусов в амазонских джунглях. Девиз экспедиции звучал как «спецназы дружественных стран в борьбе с международным террором» (бел. спецназы дружалюбных краін у барацьбе з міжнародным тэрорам; исп. fuerzas especiales de países amigos en la lucha contra el terror internacional). Само мероприятие проводилось в канун празднования 85-летия БФСО «Динамо». Всю экспедицию  возглавлял Андрей Красовский, начальник, центра специальной подготовки БФСО.
Завершающим этапом стало восхождение 11 апреля на Пик Боливар (4978 м), высшую точку Венесуэлы. Восхождение было достаточно сложным и напряжённым. Бойцам, среди которых были и представители Белорусской федерации альпинизма, пришлось поэтапно пройти джунгли Амазонии с остановками, после чего совершён непосредственный штурм высоты. На неё водружены флаги двух стран и символики службы безопасности президента, Президентского спортивного клуба, НОК, группы «Альфа» КГБ, СОБРа и белорусского физкультурно-спортивного общества «Динамо», а также спонсоров, организовавших экспедицию. Такое мероприятие благоприятно повлияло на взаимоотношение спецслужб обоих государств.
Летом того же года Белоруссию посетили бойцы коммандос DISIP, которые приняли участие в учебно-методическом сборе БФСО «Динамо». Примерно до 2011 года силы DISIP и сменившие их СЕБИН неоднократно приезжали в страну и проходили курс подготовки от «Динамо» и 5-й бригады спецназа ВС РБ. В ходе обучения иностранных силовиков под Марьиной Горкой на белорусско-венесуэльский конвой произошла учебная атака, во время которой бойцы 5-й бригады хотели продемонстрировать свои возможности. Об манёврах иностранцы не были оповещены и приняли происходящее за реальное нападение боевиков. Они приготовились действовать решительно, но белорусский спецназ быстро отразил «атаку». Бойцы DISIP остались впечатлены профессионализмом своих коллег.

## Поставки оружия
До 2000-х Венесуэла в значительной степени использовала французскую и американскую технику. Однако с приходом Чавеса руководство страны приняло решение ориентироваться на Россию и Китай, а следовательно и провести перевооружение. Белорусская сторона обязалась поставлять в страну новую технику, в частности АСУ.
В июле 2006 подписано соглашение о военно-техническом сотрудничестве.
В рамках программы для защиты особо важных объектов на территории Венесуэлы созданы базы дислокации белорусско-российского ЗРК «Печора-2М» — модернизации С-125. Контракт на приобретение этих комплексов был заключён Каракасом в сентябре 2009 года. Предусматривалась закупка 11 (по другим данным 18) таких ЗРК. Поставки начались в мае 2011 года. Кроме того, в 2006—2010 гг. венесуэльские вооружённые силы закупили у Белоруссии неопределённое число комплексов Тор-М1. С белорусской стороны в числе основных исполнителей проекта выступили предприятия «Алевкурп», «ВолатАвто», образованного Минским заводом колесных тягачей, и 2566-й завод по ремонту радиоэлектронного вооружения. По информации третьих источников, соисполнителями проекта наряду с предприятиями ВПК Белоруссии возможно выступили китайские, российские и иранские компании.
1 марта 2008 года колумбийские войска вторглись на территорию соседнего Эквадора и разгромили лагерь повстанцев ФАРК, убив их командира Рауля Рейеса. Во время боя был захвачен ноутбук Рейса, где, согласно заявлению президента Колумбии Альваро Урибе, имелись сведения о сотрудничества между ФАРК и властями Эквадора, а также о поставках оружия из Белоруссии колумбийским повстанцам при посредничестве Венесуэлы.
В электронном письме за 8 февраля от Ивана Маркеса, одного из членов ФАРК, говорилось:
Уго Чавес рассмотрел с белорусскими властями возможность поставок вооружения… Наш белорусский друг продолжает работу над пакетом о путях к чёрному рынку, чтобы решить проблемы… 17 числа этого месяца [февраля] в Каракас прибудет делегация высоких представителей от этого друга, чтобы уточнить список. Ангел просил, чтобы мы были здесь и лично договорились с делегацией.
По данным газеты «Эль Паис», Ангел — это псевдоним Уго Чавеса, а друг — это Виктор Шейман, госсекретарь Совета безопасности Беларуси. Он был одним из тех, кто продвигал контракты на поставку оружия в Венесуэлу на сумму в 720 млн. евро, которые были подписаны в 2007 году. С 15 по 19 феврале 2008-го белорусская делегация во главе с Шейманом ездила в Венесуэлу на переговоры.